# 家訪
家庭訪問，簡稱家訪，通常為老師、長官較常使用之名詞，指對於學生或屬下，在不了解其家庭背景之時，進行的活動。

## 學校家訪
指老師為更深入了解學生，或為了了解家庭教育方式，對其家長及學生的家庭會談，也稱三方會談，可以更深了解學生的家庭狀況。家庭訪問理應不分對象，不過實務上往往只有有問題的學生才會進行。

## 公司家訪
公司為了解員工家庭實際狀況，由其主管進行訪問，了解須要之資訊，進而帶動員工生產力。

## 用處
可以更深入了解下屬或學生的處境。對於發生問題可以處理，對於社會可以有一定的穩定性，是社會不可或缺的。